# 普莱布勒
普莱布勒（法語：Pléboulle，法語發音：[plebul]）是法国阿摩尔滨海省的一个市镇，位于该省东北部，属于迪南区。

## 地理
普莱布勒（48°36'31"N, 2°20'18"W）面积14.1 平方千米，位于法国布列塔尼大區阿摩尔滨海省，该省份为法国西北部沿海省份，位于布列塔尼半岛北部，北濒大西洋英吉利海峡，西接菲尼斯泰尔省，南至莫尔比昂省，东临伊勒-维莱讷省。
与普莱布勒接壤的市镇（或旧市镇、城区）包括：埃南比昂、马蒂尼翁、弗雷埃勒、普吕里安、吕卡、圣波唐。
普莱布勒的时区为UTC+01:00、UTC+02:00（夏令时）。

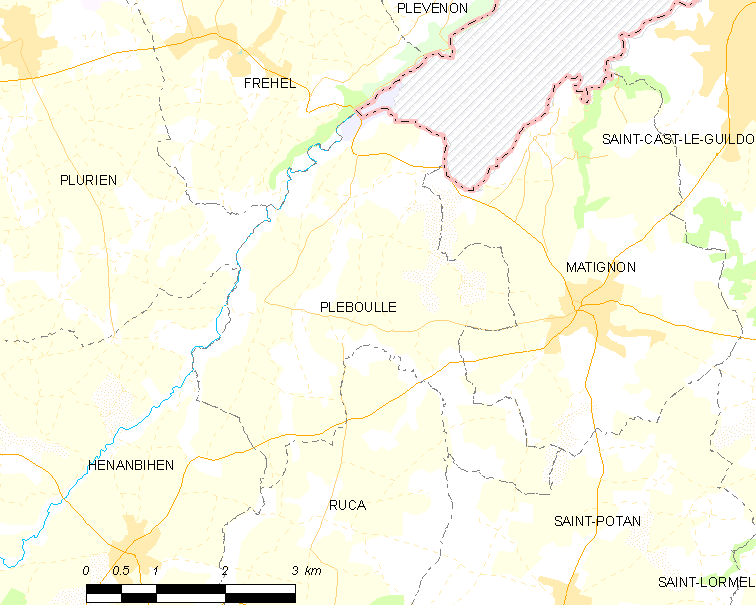
普莱布勒的OSM定位图

## 行政
普莱布勒的邮政编码为22550，INSEE市镇编码为22174。

## 政治
普莱布勒所属的省级选区为普莱讷夫-瓦勒安德烈县。

## 交通
阿摩尔滨海省省道D13线、D14线、D16线、D43线和D786线经过普莱布勒境内。

## 人口

1962-2008年间普莱布勒人口变化图示

普莱布勒于2022年1月1日时的人口数量为716人。